# Victor Löw
Victor Löw, eigentlich Victor Löwenstein, (* 25. August 1962 in Amsterdam) ist ein niederländischer Schauspieler.
Victor Löw wurde im Studio Herman Teirlinck in Antwerpen zum Schauspieler ausgebildet. Seine erste (kleine) Filmrolle bekam er 1992 in De Noorderlingen. Danach spielte er in einer Reihe weiterer Filme, darunter in den in der Rubrik Bester fremdsprachiger Film mit dem Oscar ausgezeichneten Filmen Antonias Welt (1995) und Karakter (1997). Für den Oscar nominiert war weiterhin auch der Film Jeder ist ein Star! (2000).
Seither ist Victor Löw ein gefragter Filmschauspieler, der in den Niederlanden auch an mehreren TV-Serien mitwirkte. Für seine Rolle als der Kriminelle Jack in dem Film Lek (2000) wurde Löw mit dem Goldenen Kalb des jährlich in Utrecht stattfindenden Nederlands Film Festival ausgezeichnet.
Auf der Bühne war Victor Löw in dem Stück The price von Arthur Miller zu sehen. In der Saison 2004/2005 gab er eine Solo-Vorstellung mit dem Stück De redenaar des niederländischen Theater- und Filmautoren Ruud van Megen.

## Filmografie (Auswahl)
- 1992 – Noorderlingen (De noorderlingen)
- 1992 – Die drei besten Dinge (De drie besten dingen in het leven)
- 1995 – Antonias Welt (Antonia)
- 1994 – In einer heißen Nacht (De flat)
- 1997 – Karakter
- 1998 – Meedingers, TV
- 1999 – Der Lügner (No trains no planes), TV
- 1999 – Do not disturb – Zwei Augen zuviel (Do not disturb)
- 2000 – Jeder ist ein Star! (Iedereen beroemd!)
- 2000 – Verrat in den eigenen Reihen (Lek)
- 2002 – De Enclave, TV
- 2003 – Supertex – Eine Stunde im Paradies (SuperTex)
- 2004 – Stille Nacht
- 2004–06 – Kees & Co., TV-Serie
- 2006 – Für ein paar Murmeln mehr (Voor een paar knikkers meer) – Vater von Michiel (Stimme)
- 2007 – Trage liefde
- 2008 – The Box Collector
- 2008 – Reykjavík – Rotterdam
- 2024: Out

## Auszeichnungen
- Grolsch Film Boulevard, Nederlands Film Festival, 2001
- Goldenes Kalb in der Kategorie Bester Schauspieler (für: Verrat in den eigenen Reihen (orig.: Lek), 2000), Nederlands Film Festival, 2000

Außerdem nominiert für:
- Goldenes Kalb in der Kategorie Bester Schauspieler in einem TV-Drama (für: Meedingers, 1998), Nederlands Film Festival, 1998